# Солароло
Соларо̀ло (на италиански: Solarolo, на местен диалект Slarôl, Съларол) е малък град и община в Северна Италия, провинция Равена, регион Емилия-Романя. Разположен е на 25 m надморска височина. Населението на града е 4438 души (към 2010 г.).